# Bæreevne
Bæreevnen for en økologisk art er det antal individer af en given art (dvs. størrelsen af populationen), der naturligt kan leve i et område. Bæreevnen for en art varierer i relation til tid og sted.
Inden for dybdeøkologien er det netop overvejelser over biosfærens bæreevne for arten menneske (Homo sapiens), som har ført til opstilling af de meget strenge krav til en bæredygtig udvikling til gavn for fremtidige mennesker.